# Rząd Japonii

Kwiat paulowni, symbol rządu Japonii

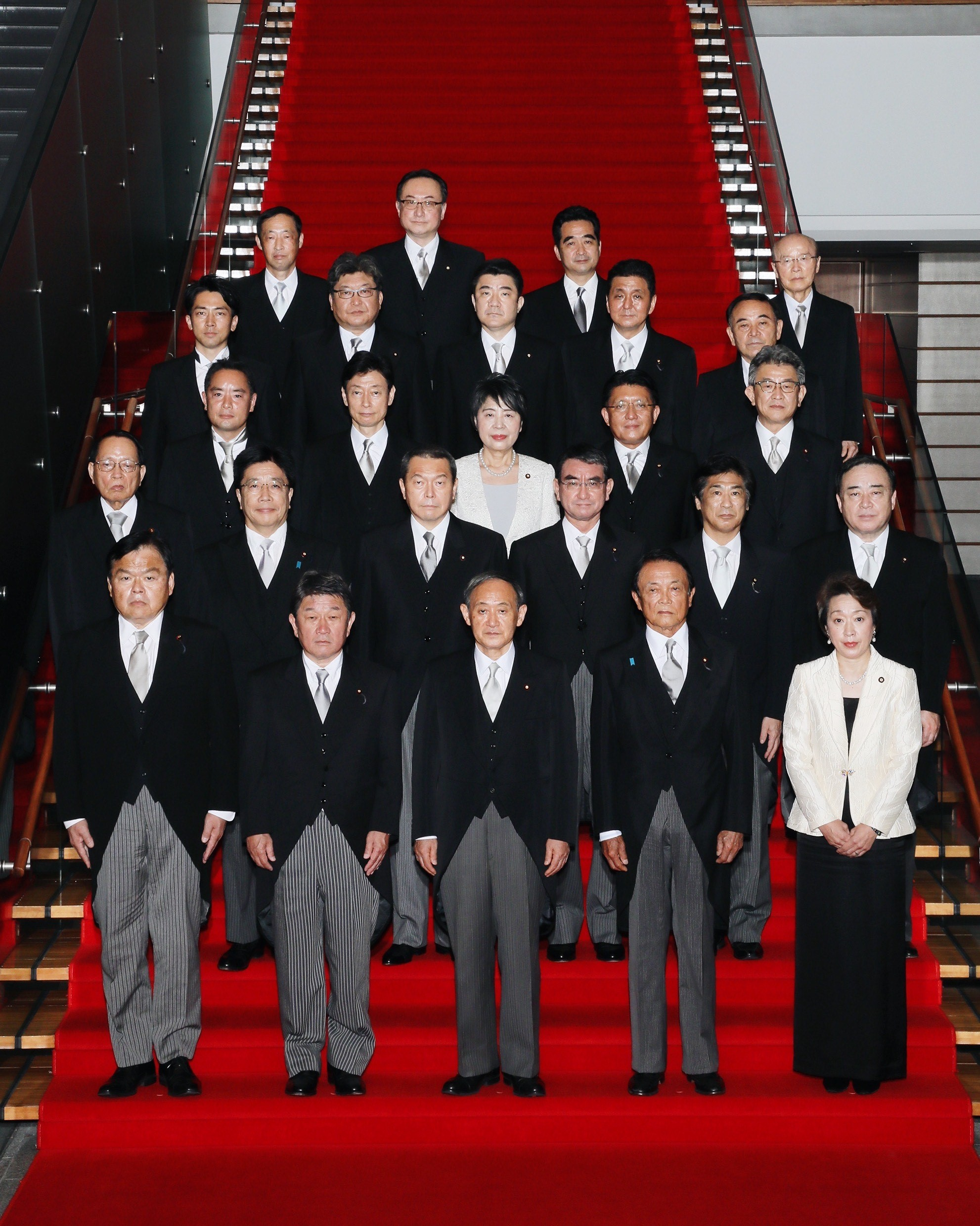
Rząd premiera Yoshihide Sugi w dniu utworzenia 16 września 2020 r. (zwyczajowe zdjęcie oficjalne)

Rząd Japonii (jap. 内閣 naikaku; gabinet, rząd) – organ władzy wykonawczej w Japonii. W skład rządu wchodzi premier jako jego szef oraz ministrowie stanu. Premiera wybiera Zgromadzenie Narodowe. Premier ma prawo nominowania oraz dymisjonowania swoich ministrów. Współczesny kształt rządu Japonii został ustanowiony konstytucją uchwaloną w 1946 roku (weszła w życie 3 maja 1947 roku). Rząd w Japonii istniał także w czasie obowiązywania Konstytucji Meiji w latach 1867–1946.

## Rząd – Rozdział V Konstytucji Japonii
Artykuł 65
Władza wykonawcza należy do Rządu.
Artykuł 66
Rząd składa się z Premiera stojącego na jego czele oraz innych Ministrów Stanu, przewidzianych ustawą.
Premier i Ministrowie stanu muszą być osobami cywilnymi.
Rząd w realizacji władzy wykonawczej odpowiada solidarnie przed Parlamentem.
Artykuł 67
Premiera powołuje Parlament spośród swoich członków. Powołanie takie następuje przed rozpatrywaniem innych punktów porządku dziennego.
W przypadku braku zgody między Izbą Reprezentantów i Izbą Radców, jeśli porozumienie nie zostanie osiągnięte nawet we wspólnej komisji obu Izb, przewidzianej ustawą, lub jeśli Izba Radców nie podejmie decyzji co do powołania w okresie dziesięciu dni, wyłączając okres ferii parlamentarnych, od daty powzięcia poprzez Izbę Reprezentantów uchwały o powołaniu, decyzja Izby Reprezentantów staje się decyzją Parlamentu.
Artykuł 68
Premier mianuje Ministrów Stanu, z tym że większość ich musi być dobrana spośród członków Parlamentu.
Premier może odwoływać Ministrów Stanu według swego uznania.
Artykuł 69
Jeśli przyjęte zostanie wotum nieufności wobec Rządu lub nie uzyska on wotum zaufania, jest zobowiązany podać się w całości do dymisji, chyba że Izba Reprezentantów zostanie rozwiązana w ciągu dziesięciu (10) dni.
Artykuł 70
Rząd podaje się w całości do dymisji, gdy stanowisko Premiera stanie się nieobsadzone, jak również po zwołaniu pierwszego posiedzenia Parlamentu po wyborach powszechnych do Izby Reprezentantów.
Artykuł 71
W przypadkach określonych w dwóch poprzednich artykułach Rząd sprawuje swe funkcje do czasu mianowania nowego Premiera.
Artykuł 72
Premier, występuje w imieniu Rządu, przedkłada Parlamentowi projekty ustaw oraz sprawozdania na temat spraw ogólnopaństwowych i stosunków zagranicznych oraz sprawuje nadzór i kontrolę nad poszczególnymi działami administracji.
Artykuł 73
Rząd poza innymi funkcjami ogólnoadministracyjnymi spełnia następujące funkcje:
- wykonuje ściśle ustawy: prowadzi sprawy państwowe;
- kieruje sprawami zagranicznymi;
- zawiera traktaty, uzyskując jednakże – zależnie od okoliczności – uprzednią lub następną aprobatę Parlamentu;
- reguluje sprawy pracowników administracji państwowej, zgodnie z zasadami ustanowionymi ustawą;
- przygotowuje projekt budżetu i przedkłada go Parlamentowi;
- wydaje rozporządzenia w celu wykonywania postanowień niniejszej Konstytucji oraz ustaw; jednakże – o ile brak upoważnienia ustawowego – nie może do takich rozporządzeń włączać postanowień karnych;
- podejmuje decyzje w przedmiocie powszechnej amnestii, szczególnej amnestii, złagodzenia kary, darowania wykonywania kary oraz rehabilitacji.

Artykuł 74
Wszystkie ustawy i rozporządzenia Rządu podpisywane są przez właściwego Ministra Stanu i kontrasygnowane przez Premiera.
Artykuł 75
Ministrowie Stanu w okresie sprawowania urzędu nie mogą być pociągani w stan oskarżenia bez zgody Premiera. Jednakże możliwość ich późniejszego oskarżenia nie może być powyższym naruszona.

## Współpraca rządu zcesarzem
Artykuł 7 Konstytucji
Cesarz za radą i aprobatą Rady Ministrów, podejmuje w imieniu Narodu działania w następujących sprawach państwowych:
- promulguje zmiany do Konstytucji, ustawy, rozporządzenia Rady Ministrów i traktaty;
- zwołuje Zgromadzenie;
- rozwiązuje Izbę Reprezentantów;
- zarządza powszechne wybory do Zgromadzenia;
- przyjmuje dymisje ministrów i, zgodnie z ustawą, innych funkcjonariuszy państwa oraz pełnomocnictwa i listy uwierzytelniające od ambasadorów i przedstawicieli dyplomatycznych;
- podpisuje ogólne i specjalne amnestie, akty złagodzenia kary, darowania wykonania kary oraz rehabilitacje;
- przyznaje odznaczenia;
- podpisuje dokumenty ratyfikacyjne i inne dokumenty dyplomatyczne w zakresie przewidzianym ustawą;
- przyjmuje ambasadorów i ministrów pełnomocnych;
- wykonuje funkcje protokolarne[2].